# Werner Nilsen
Pour les articles homonymes, voir Nilsen.
Werner « Scotty » Nilsen, né le 4 février 1904 à Skien en Norvège et mort le 10 mai 1992 à Saint Louis (Missouri), fut un joueur et un entraîneur de football américain d'origine norvégienne.

## Carrière en club

### Début de carrière
Nilsen jouera tout d'abord dans le club norvégien des Skiens-Grane avant de partir en Amérique en 1923. Il s'installera à Boston à son arrivée. Il jouera dans des clubs locaux amateurs et semi-professionnels comme les Norwegian-Americans et le Hub FC, en Boston et District League.

### Boston
En 1926, Nilsen signe chez les Boston Soccer Club en American Soccer League (ASL). À cette époque, l'ASL est l'une des meilleures ligues du monde, et son équipe est une équipe montante de la ligue. Nilsen joue d'abord à droite, puis devant (il joue régulièrement à ces deux postes). Il gagne sa première league cup (Lewis Cup) en 1927, puis son premier championnat en 1927–28. L'année suivante, il est à égalité avec János Nehadoma des Brooklyn Wanderers pour le titre de meilleur buteur avec 43 buts. Il rejoint les Viking FC pour une tournée en Scandinavie. Le Viking FC était une équipe composée de joueurs américains ayant des racines scandinaves.

### Fall River
Nilsen commence la saison 1929–30 à Boston, mais est transféré aux Fall River Marksmen après trois matchs. À Fall River, il joue avec Bert Patenaude en attaque. Juste avant la Grande Dépression de 1929, combinée à la « Soccer War » entre l'ASL et l'United States Football Association (USFA) qui fragilise financièrement la ligue et ces équipes, Nilsen gagne son premier « double » avec les 'Marksmen' en 1929–30 (championnat et National Challenge Cup). Pendant la crise, Sam Mark, le propriétaire des Fall River Marksmen, fait fusionner son club avec les New York Soccer Club pour former les New York Yankees. Les Yankees jouent dès le printemps 1931. L'équipe remporte la National Challenge Cup 1931 mais encore sous le nom de Fall River FC Dès 1928, Nilsen rejoint une sélection de joueurs scandinaves installés aux USA qui font des tournées dans le pays comme en 1931, sous le nom de Brooklyn Gjoa.

### New Bedford
À l'été 1931, les Yankees s'installent à New Bedford dans le Massachusetts, en fusionnant avec le Fall River FC et deviennent la deuxième équipe à s'appeler les New Bedford Whalers. Nilsen et son club remportent un nouveau « double » en 1932. En championnat, Nilsen finit second, derrière son ex-coéquipier Patenaude, des meilleurs buteurs. Les Whalers remportent la Challenge Cup 1932 contre le Stix, Baer and Fuller FC de St. Louis. La finale se joue à Saint Louis, et le premier match se solde sur un 3-3. Une semaine plus tard, les Whalers gagnent le match 5-2 ; Nilsen inscrit l'un des buts. Après ces matchs, l'international écossais des Whaler Alex McNab rejoint les Stix en tant qu'entraîneur-joueur pour la saison 1932–33. McNab convainc plusieurs de ses coéquipiers de le rejoindre, tels Nilsen, Billy Gonsalves, Bill McPherson ou encore Billy Watson qui partent tous à l'ouest.

### St. Louis
Stix, Baer and Fuller commence donc à dominer la ligue de St. Louis et la Challenge Cup pendant plusieurs années. L'équipe remporte la St. Louis Major 1932–33, la National Challenge Cup 1933, ce qui donne à Nilsen son troisième « double ». Stix, Baer and Fuller gagnent les matchs 1-0 et 2-1 contre les New York Americans. Nilsen marque lors du second match. Stix, Baer and Fuller refait un double l'année suivante. Nilsen gagne ainsi son cinquième « double » consécutif. Il gagne ensuite la National Challenge Cup 1934, où son équipe change de nom pour le St. Louis Central Breweries FC après que Central Breweries sponsorisera le club. Nilsen remportera le championnat en 1934–35. L'équipe change encore de nom pour s'appeler les St. Louis Shamrocks. Shamrocks parvient en finale de la Challenge Cup en 1936 et 1937. En 1937, Nilsen rejoint sa nouvelle et dernière équipe, les South Side Radio avant de prendre sa retraite à la fin de la saison 1937–38.
Nilsen est introduit au St. Louis Old Time Soccer Players Hall of Fame en 1983.

## Carrière internationale
En 1934, Nilsen joue deux fois avec l'équipe des USA lorsqu'il est sélectionné pour jouer à la coupe du monde 1934. Son premier match est le 24 mai 1934 en qualifications pour le mondial contre le Mexique. Il joue ensuite contre l'Italie le 27 mai 1934.

## Carrière d'entraîneur
Nilsen prend les rênes de l'équipe masculine des Saint Louis Raiders durant la saison 1946–47.

## Vie personnelle
D'après le Soccer Hall of Fame, Nilsen travaille ensuite en tant que machiniste à Boston et en tant que modèle de prêt-à-porter pour hommes à Saint Louis.